# ديفيد شرودر
ديفيد شرودر (بالألمانية: David Schröder)‏ هو راكب الكنو ألماني، ولد في 28 أبريل 1985 في لايبزيغ في ألمانيا.

## وصلات خارجية
- ديفيد شرودر على موقع اللجنة الأولمبية الدولية (الإنجليزية)
- ديفيد شرودر على موقع أوليمبيديا (الإنجليزية)
- ديفيد شرودر على موقع اللجنة الأولمبية الألمانية (الألمانية)